# NSU 7/34 PS
Der NSU 7/34 PS war ein Pkw der Mittelklasse, den die NSU Automobil AG von 1928 bis 1931 baute. Er war der Nachfolger des kurzlebigen Modells 6/30 PS.
Der wassergekühlte Sechszylinder-Reihenmotor mit einem Hubraum von 1781 cm³ (Bohrung × Hub = 62 × 99 mm) leistete 34 PS (25 kW) bei 3200/min. Er hatte eine vierfach gelagerte Kurbelwelle, eine Batteriezündung, eine Druckumlaufschmierung und stehende Ventile in einem L-Zylinderkopf. Der Kraftstofftank lag hinten. Der Kraftstoff wurde durch Unterdruck nach vorne in den Vergaser gefördert. Die Motorkraft wurde über eine Lamellenkupplung im Ölbad, ein Dreiganggetriebe mit Mittelschaltung und eine Kardanwelle auf die Hinterräder übertragen. Der Radstand der Wagen betrug 2815 mm – bei Droschken 2935 mm –, ihre Spurweite 1250 mm und ihr Gewicht 1040–1210 kg. Die Höchstgeschwindigkeit lag bei etwa 90 km/h.
Täglich entstanden im Zweigwerk Heilbronn 22 Wagen. Der Verkauf lief allerdings nur schleppend; die meisten Fahrzeuge wurden in Berlin als Droschken betrieben. NSU hatte Ende 1928 mit Fiat vereinbart, den Bau von Automobilen aufzugeben. Die Produktion dieses letzten NSU-PKW-Modells lief unter Fiat-Ägide als „Modell 405“.
1931 stellte Fiat den Bau dieses Modells ersatzlos ein und baute in Heilbronn nur noch eigene Modelle unter dem Markennamen NSU-Fiat.